# Вид на Париж из квартиры Тео на улице Лепик
«Вид на Париж из квартиры Тео на улице Лепик» (нидерл. Gezicht op de daken van Parijs) — картина известного нидерландского художника Винсента Ван Гога. Она была написана весной 1887 года в Париже.

## История
Когда Ван Гог приехал в Париж из Нюэнена, они с братом Тео жили в квартире на улице Лаваль. Оттуда в июне 1886 года они вместе переехали в более удобную и просторную квартиру — на улице Лепик на Монмартре. Братья восхищались видом, открывавшимся из этой квартиры. Сохранилось описание Тео: «Самое замечательное в нашей квартире это то, что прямо из окон открывается исключительный вид на весь город и на холмы Медон, Сен-Клу и другие, а также на небо, которое кажется таким же огромным, как если бы залезть на дюны. С постоянно меняющимся небом вид из окна представляется сюжетом для великого множества работ, и кто бы это ни увидел, согласился бы со мной в том, что об этом можно слагать стихи». Винсент глубоко вдохновился этими словами и видом из окон квартиры.
Помимо этого полотна, существует ещё один рисунок, один набросок маслом и картина маслом. Все они нарисованы примерно в одном и том же ракурсе.